# Président de la république de Sierra Leone
Le président de la république de Sierra Leone (en anglais : President of the Republic of Sierra Leone) est le chef de l'État et du gouvernement de Sierra Leone, ainsi que le commandant en chef des forces armées du pays.
Julius Maada Bio est président de la République depuis le 4 avril 2018.

## Système électoral
Le Président de la république de Sierra Leone est élu selon une version modifiée du scrutin uninominal majoritaire à deux tours pour un mandat de cinq ans, renouvelable une seule fois. Pour être élu au premier tour, un candidat doit réunir plus 55 % des suffrages exprimés, et non pas la seule majorité absolue. À défaut, les deux candidats arrivés en tête s'affrontent lors d'un second tour organisé dans les deux semaines suivantes, et le candidat arrivé en tête est élu.
Les candidats doivent être de nationalité sierra-léonaise, être âgés d'au moins quarante ans et être membres d'un parti politique.